# 黄登保
黄登保（1918年—1988年8月12日），福建厦门人，中华人民共和国政治人物、军事人物，中国人民解放军原炮兵副司令，中华全国归国华侨联合会原副主席。